# 小南嵌套病毒纲
小南嵌套病毒纲（学名：Pisoniviricetes）是小核糖病毒门下的一个科。

## 下属分类
本科包括以下属：
- 網巢病毒目 Nidovirales
- 微小核糖病毒目 Picornavirales
- 南方菜豆花叶病病毒目 Sobelivirales